# جين وو
جين وو (بالإنجليزية: Gene Wu)‏ هو مدع وسياسي صيني وأمريكي، ولد في 23 مارس 1978 في غوانزو في الصين. حزبياً، نشط في الحزب الديمقراطي. وقد انتخب عضو مجلس نواب تكساس.

## وصلات خارجية
- الموقع الرسمي